# サンタアナ空港 (ソロモン諸島)
サンタアナ空港（Santa Ana Airport）は、ソロモン諸島マキラ・ウラワ州サンタアナにある空港。ソロモン航空がデ・ハビランド・カナダ DHC-6で定期便を運航している。

## 就航路線
| 航空会社     | 就航地                   |
| ------------ | ------------------------ |
| ソロモン航空 | キラキラ, サンタクルーズ |